# Technische Anschlussbedingungen
Die Technischen Anschlussbedingungen (TAB) sind die weiteren technischen Anforderungen der Verteilnetzbetreiber an die elektrischen Anlage des Netzanschlussnutzers. Der Bundesverband der Energie- und Wasserwirtschaft (BDEW) gibt einen Musterwortlaut der TAB heraus, den die Verteilnetzbetreiber als Basis für die eigenen TAB nutzen können.
Technische Anschlussbedingungen umfassen zum Beispiel Festlegungen zur Anordnung des Hausanschlusskastens und der Stromzähler sowie zum Anschluss von elektrischen Verbrauchern, wenn bestimmte elektrische Leistungen überschritten werden. Ebenso werden Vorgaben zur Stromzählung getroffen.

## Geschichte
Seit der Entflechtung des Energiemarkts ist zu beachten, dass ausschließlich die Technischen Anschlussbestimmungen des örtlichen Verteilnetzbetreibers gelten, unabhängig davon, an welches Unternehmen der Strompreis gezahlt wird.
Den gesetzlichen Rahmen für Technische Anschlussbestimmungen setzt die Niederspannungsanschlussverordnung (NAV), die die Verordnung über Allgemeine Bedingungen für die Elektrizitätsversorgung von Tarifkunden (AVBEltV) ablöste. Sie berechtigt den Netzbetreiber in Form von Technischen Anschlussbedingungen weitere technische Anforderungen an den Netzanschluss und andere Anlagenteile sowie an den Betrieb der Anlage einschließlich der Eigenanlage festzulegen, soweit dies aus Gründen der sicheren und störungsfreien Versorgung, insbesondere im Hinblick auf die Erfordernisse des Verteilernetzes, notwendig ist. Darin darf auch der Anschluss bestimmter Verbrauchsgeräte ... von der vorherigen Zustimmung des Netzbetreibers abhängig gemacht werden.
Die TAB wurde zuerst vom Verband der Netzbetreiber (VDN) herausgegeben, seit der Verbändefusion vom BDEW. 
Aufgrund eines gerichtlichen Vergleichs im Jahr 2005 wurden die TAB 2000 geändert. Die Vorgabe von selektiven Leitungsschutzschaltern anstelle von herkömmlichen Schmelzsicherungen vor dem Stromzähler war nicht haltbar.
Das Forum Netztechnik/Netzbetrieb im VDE (FNN) hat am 8. März 2019 die Technische Anschlussregeln Niederspannung in das VDE-Vorschriftenwerk aufgenommen. Die TAR Niederspannung ist seitdem in Kraft. Darin wird die Struktur des Normenwerks für den Anschluss von Anlagen an das Niederspannungsnetz und deren Betrieb neu geregelt. Zukünftig wird der Technische Teil als bundeseinheitliches Vorschriftenwerk als VDE-Anwendungsregeln (TAR) festgelegt. Dazu kommen noch spezifische TAB der einzelnen Netzbetreiber, die vor allem organisatorische Festlegungen beinhalten.